# Быстри (Житомирская область)
Быстри (укр. Бистрі) — село на Украине, находится в Житомирском районе  Житомирской области.
Код КОАТУУ — 1822086802. Население по переписи 2001 года составляет 352 человека. Почтовый индекс — 10000. Телефонный код — 412. Занимает площадь 0,76 км².

## Адрес местного совета
12430, Житомирская область, Житомирский р-н, с. Станишовка, ул. Кооперативная, 1